# Пики Сермолли, Родольфо
Родольфо Эмилио Джузеппе Пики Сермолли (итал. Rodolfo Emilio Giuseppe Pichi Sermolli или итал. Rodolfo Pichi Sermolli, 24 февраля 1912 — 2005) — итальянский (флорентийский) ботаник и миколог. 

## Биография
Родольфо Эмилио Джузеппе Пики Сермолли родился во Флоренции 24 февраля 1912 года.
Пики Сермолли работал в Флорентийском университете и ряде других мест Италии: в Сассари, в Сиене, в Генуе и в Перудже. Он внёс значительный вклад в ботанику, описав множество видов растений.
Умер в 2005 году.

## Научная деятельность
Родольфо Эмильо Джузеппе Пики Сермолли специализировался на папоротниковидных.

## Избранные публикации
- Pichi-Sermolli, Rudolfo E. G. Authors of Scientific Names in Pteridophyta. Royal Botanic Gardens, Kew. 1996. 78 pp, PB. ISBN 0-947643-90-7.
- Pichi-Sermolli, Rudolfo E. G. Index Filicum, Supplementum Quartum, pro Annis 1934-1960 [Index to the Ferns, Fourth Supplement, for Years 1934—1960]. International Bureau for Plant Taxonomy and Nomenclature, Utrecht, Netherlands. 1965. vi/370 pp., PB.
- Pichi-Sermolli, Rudolfo E. G. «A provisional catalogue of the family names of living pteridophytes». Webbia 25: 219—297. 1970.
- Pichi-Sermolli, Rudolfo E. G. «Historical review of the higher classification of the Filicopsida». In Jermy, A.C., Crabb, J.A. & Thomas, B.A. eds, Phylogeny and Classification of the Ferns. Suppl. 1 Bot. J. Linn. Soc. 67: 11—40, f. 1—8, pl. 1—19. 1973.
- Pichi-Sermolli, Rudolfo E. G. «Tentamen pteridophytorum genera in taxanomicum ordinam redigendi». Webbia 31: 315—512. 1977.